# Bajo Baudó
Bajo Baudó là một khu tự quản thuộc tỉnh Chocó, Colombia. Thủ phủ của khu tự quản Bajo Baudó đóng tại Pizarro Khu tự quản Bajo Baudó có diện tích 5016 ki lô mét vuông. Đến thời điểm ngày 28 tháng 5 năm 2005, khu tự quản Bajo Baudó có dân số 20862 người.